# Herb Wąchocka
Herb Wąchocka – jeden z symboli miasta Wąchock i gminy Wąchock w postaci herbu.

## Wygląd i symbolika
Herb przedstawia na białej tarczy basztę z cegły czerwonej palonej na której wybudowane są trzy takież wieżyczki rozmieszczone w sposób symetryczny z których środkowa jest wyższa o głowicę wieżyczki. Bordiura oraz fugi między cegłami czarne.